# L’Inconnue de la Seine
«L’Inconnue de la Seine» (с фр. — «Незнакомка из Сены») — стихотворение русского писателя Владимира Набокова, впервые опубликованное без названия 28 июня 1934 года в русскоязычной парижской эмигрантской газете «Последние новости». Написано на русском языке в берлинский период его жизни и должно было войти в качестве поэтической составляющей в роман «Дар», опубликованный в 1937 и 1938 годах. Однако в книгу оно впоследствии так и не было включено. Позже издавалось в составе сборников «Стихотворения, 1929—1951» (1952), «Poems and Problems» (1970) и «Стихи» (1979). Стихотворение написано от первого лица, герой размышляет о трагической судьбе неопознанной девушки-утопленницы, чей гипсовый снимок лица получил популярность в культуре, а сама она стала известна как Незнакомка из Сены.

## История
В 1922 году Владимир Набоков переезжает в Берлин, где в газетах и издательствах, организованных русскими эмигрантами, печатаются его рассказы и стихи. В первой половине 1934 года у него созрел план («схема» по его словам) русскоязычного романа «Дар», оконченного в 1938 году. Он был опубликован в пяти номерах парижского альманаха «Современные записки» № № 63—67 в 1937 и 1938 годах без одной главы, а полностью в 1952 году в Нью-Йорке. Книга написана прозой с многочисленными стихотворными вставками. Считается, что к 1934 году относится и написание Набоковым стихотворений от лица главного героя книги — Фёдора Годунова-Чердынцева. Его образ носит явные биографические черты автора: русский молодой начинающий поэт, эмигрант, сын известного учёного, пропавшего без вести во время Гражданской войны (отец Набокова был застрелен в 1922 году в Берлине при покушении на П. Н. Милюкова). Стихотворение было опубликовано без названия 28 июня 1934 года в русскоязычной парижской газете «Последние новости» (№ 4844). «Торопя этой жизни развязку…» (инципит) предварялось комментарием — «Из Ф. Г.-Ч.», что исследователи склонны объяснять как «Из Фёдора Годунова-Чердынцева». Стихотворение не вошло в текст книги и в сборниках издавалось уже без пометы и под французским названием «L’inconnue de la Seine». Впервые в составе сборника опубликовано в «Стихотворения, 1929—1951» (Париж; 1952), где в конце стихотворения указана ошибочная дата: 1936 год, вместо правильной датировки последующих изданий («1934, Берлин»). Кроме того, четвёртая и пятая строфы были в этой публикации объединены, в отличие от дебютной в газете «Последние новости», а также двух других сборников: «Poems and Problems» (Нью-Йорк, Торонто; 1970) и «Стихи, 1979» (Анн-Арбор; 1979), где строфы отделены друг от друга.

## Содержание и характеристика

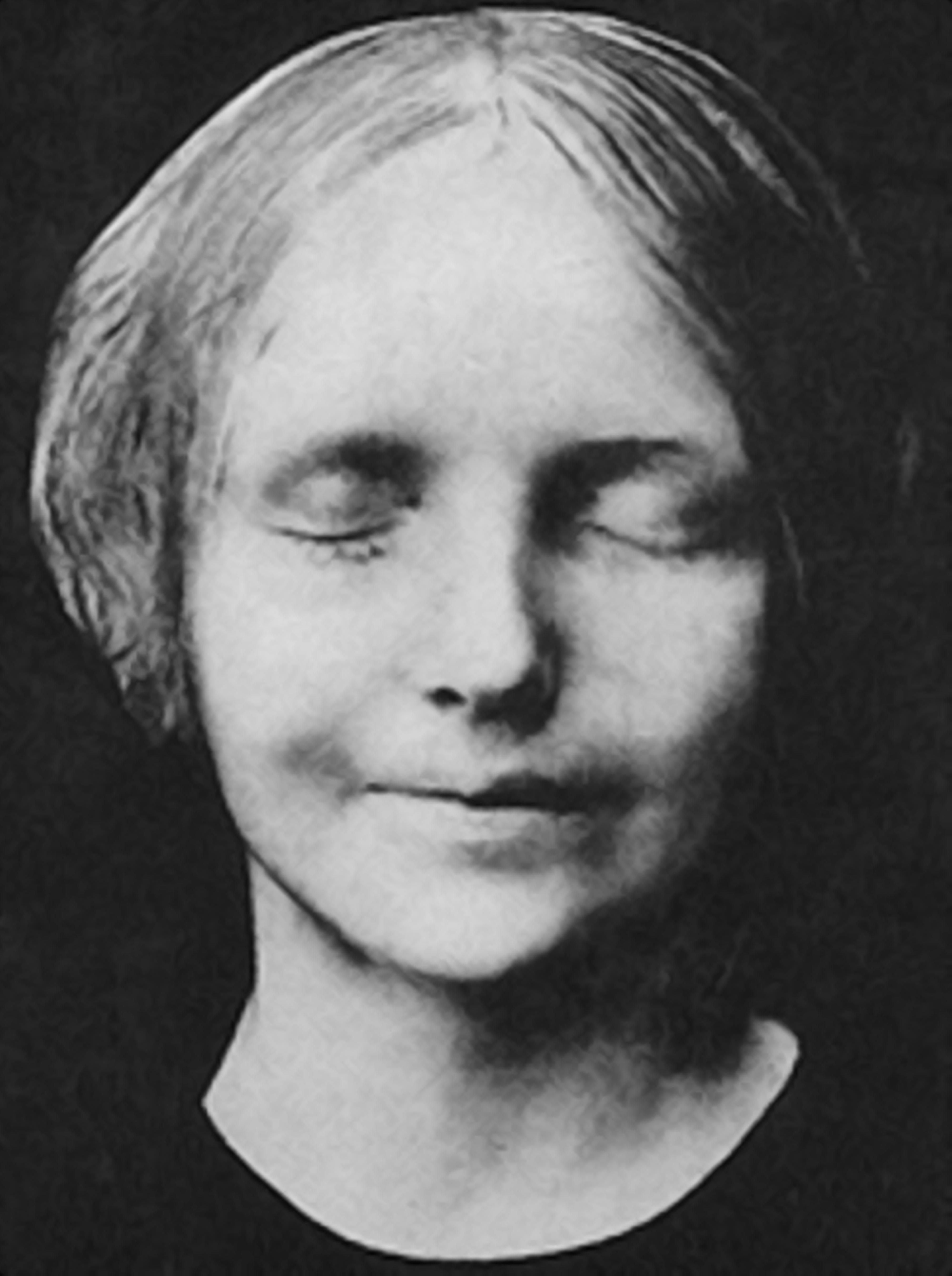
«Незнакомка из Сены». Посмертная маска

Сюжетно стихотворение связано с трупом неопознанной девушки, по наиболее известной версии найденной в реке Сене в конце XIX века. С её лица был выполнен посмертный гипсовый слепок, ставший впоследствии знаменитым как образец женской загадочности и красоты. Девушка стала известна как «Незнакомка из Сены» (фр. L’Inconnue de la Seine). Считается, что культ «незнакомки» начался в 1890-х годах и достиг своего пика в 1920-х — 1930-х годах; её образ остаётся притягательным и в последующее время. Писатели, поэты, художники и фотографы черпали в нём вдохновение и посвящали незнакомке свои работы. Альбер Камю сравнивал её улыбку с улыбкой Моны Лизы. Одноимённые рассказы незнакомке из Сены посвятили Жюль Сюпервьель (знакомый Набокова, чьи стихи он переводил) и Клэр Голль. Предполагается, что Набоков мог быть знаком с нашумевшим романом «Незнакомка» (Die Unbekannte; 1934) немецкого ботаника и писателя Рейнхольда Конрада Мушлера.
Набоков также упомянул о знаменитой утопленнице в рассказе «Тяжёлый дым» («Последние новости»; 1935), впоследствии вошедшем в сборник «Весна в Фиальте и другие рассказы» (Нью-Йорк; 1956). При описании впечатлений главного героя упоминается «…рамочный магазин с вересковыми пейзажами и неизбежной Inconnue de la Seine (столь популярной в Берлине) среди многочисленных портретов главы государства…». Как отмечают исследователи, заключённый в скобки комментарий о популярности изображения «Неизвестной из Сены» в Берлине появился уже после газетной публикации, что видимо вызвано стремлением автора объяснить полузабытые детали немецкой действительности 1920—1930-х годов.
(Начальные три строфы)

Торопя этой жизни развязку,

не любя на земле ничего,

всё гляжу я на белую маску

неживого лица твоего.

В без конца замирающих струнах

Слышу голос твоей красоты.

В бледных толпах утопленниц юных

Всех бледней и пленительней ты.

Ты со мною хоть в звуках помешкай,

жребий твой был на счастие скуп,

так ответь же посмертной усмешкой

очарованных гипсовых губ.
Произведение состоит из восьми строф по четыре стиха в каждой. Лирический герой стихотворения обращается к образу девушки, известной как «Незнакомка из Сены». Он восхищается её красотой, сокрушается её ранней смертью и задаётся вопросом, кто тот виновник-соблазнитель, ставший причиной её самоубийства. «И теперь, сотрясаясь всем телом, // он, как я, на кровати сидит // в чёрном мире, давно опустелом, // и на белую маску глядит», — заканчивает размышления автор. Набоковед Андрей Бабиков отмечал, что «L’Inconnue de la Seine», наряду с рядом других стихотворений («Безумец», «На закате», «Формула», «Вечер на пустыре», «Как я люблю тебя»), написанных в первой половине 1930-х годов, относится к периоду, когда писатель стал меньше посвящать себя поэзии. В этот период его стихотворное творчество сосредоточено на собственной личности, воспоминаниях. В стихах того времени он обращается к себе, как будто спрашивая: «„Что со мной?“, „О чём я думал столько лет?“, он восклицает: „Какой закат!“, „Как ты умела глядеть!“ — в них есть только „я“ и „ты“, „они“ словно не существуют». Исследователи находят в стихах о парижской утопленнице отголоски темы русалок, аллюзии на которую содержатся в ряде его произведений: стихотворениях «Русалка» («Горний путь»; 1923), «Река» (1923), завершении драмы Александра Пушкина «Русалка» («Русалка, Заключительная сцена к пушкинской „Русалке“»; 1942) и других. По наблюдению венгерского литературоведа Дёрдя Зольтана Йожа, образом русалок писатель «был в высшей степени одержим», что отразилось в большом количестве его работ. В частности, он относил к развитию этой темы стихотворение «Лилит» (1928), являющееся одним из предшественников романа «Лолита» (1955) в отношении образа сексуально привлекательной девочки. В отношении «утопленниц, превращённых в русалок» Йожа особо выделял «L’Inconnue de la Seine», где Набоков частично был вдохновлён гипсовой маской утонувшей парижанки, которая ранее украшала «многочисленные парижские квартиры, становясь тем самым наитипичнейшим продуктом популярной массовой культуры, явления которой Набоков столь презирает».
Литературовед Алексей Филимонов находил, что в стихотворении Набокова своеобразно претворился образ «Незнакомки» (Москва; 1907) Александра Блока: «Стихотворение о посмертной маске утопленницы… русской? француженки? — словно окольцовывает блоковскую тему, выводя её на новый виток одухотворённой спирали…». Йожа также обращал на это внимание: «Само слово L’Inconnue — Незнакомка для всех культурных русских поколения Набокова, конечно, мгновенно спровоцировало ассоциацию с общеизвестными стихотворениями А. Блока…».